# Eliya Levita
Eliya Levita,Eliya ben Asher Halevi sau Eliya Levi Ben Asher Ashkenazi (în ebraică: אליה בן אשר הלוי לעוויטא אשכנזי, cunoscut și ca Eliyahu Bahur (după titlul cărții sale de gramatică, Eliyahu „băiatul” sau „studentul”) poreclit și Eliyahu Hamedakdek (Eliyahu grămăticul)
13 februarie 1469 Ipsheim sau Neustadt an der Aisch - 28 ianuarie 1549 Veneția) 
a fost poet evreu în limbile ebraică și idiș, filolog, traducător și lexicograf, învățat umanist, care a trăit și activat în Germania și Italia. Romanul cavaleresc în versuri Bovo Buch, pe care l-a scris în rima ottava, după modelul italian „Buovo d'Antona”, este considerată, în general,cea mai însemnată operă poetică scrisă în limba idiș veche. (Sol Liptzin) 

## Viața
Eliya Levita s-a născut în 1469 la Neustadt, lângă Nürnberg, ca mezin între nouă copii ai unei familii evreiești, levit după tradiția familiei tatălui său. La  începutul adolescenței sale, evreii din regiunea natală au fost izgoniți.

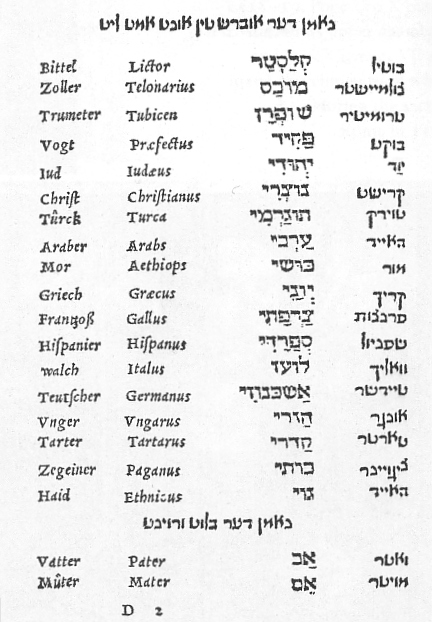
Pagină din Dictionarul idiş-ebraic-latin-german al lui Eliya Levita, sec.XV

El însuși a ajuns la Veneția, iar în anul 1504 a predat ebraica copiilor evrei din Padua.     
S-a ocupat la început cu studiul gramaticii ebraice.  S-a făcut cunoscut prin creații poetice cavalerești, concepute cel puțin în parte ca parodii.
Renumita a devenit creația sa în 650 strofe în „ottava rima” denumită Bovo Bukh, bazată pe romanul popular italian  „Buovo d'Antona”, la rândul lui, prelucrare a romanului anglo-normand în versuri despre Sir Bevis of Hampton.
În afară de aceasta este autorul a două „paschinade” satirice și, de asemenea, al unor traduceri ale Psalmilor.
În anul 1509 când oastea Ligii din Cambrai a ocupat Padua, Eliya s-a transferat la Roma, unde a fost profesor de ebraică al cardinalului Egidio da Viterbo (1471 -1532), umanist renascentist, superiorul ordinului călugărilor augustini, în al cărui palat a locuit vreme de un deceniu. Se spune că, în schimb, cardinalul l-a inițiat în greaca veche. În total Eliyahu Levita a trăit la Roma vreme de 13 ani. A copiat pentru biblioteca patronului său, manuscrise ebraice din domeniul cabalisticii și a scris cartea „Sefer Habahur”, care a fost tipărită mai întâi la Roma în 1518, și apoi la Isny în 1542. A dedicat această carte, ca și „Concordanța” pe care a publicat-o în 1521, cardinalului Egidio da Viterbo.
În urma jefuirii Romei de către oștenii lui Carol Quintul în 1527, Eliya Levita a trebuit să se întoarcă la Veneția, unde a predat iarăși ebraica și a fost corectorul renumitei tipografii și case de editură a lui Daniel Bomberg.  A publicat acolo și un manual de cantilație, adică de intonare melodică a versetelor din Tora și Biblia ebraică, intitulat „Sefer Tuv Hataam”.
La 70 ani a părăsit soția și copiii pentru a se stabili în orașul imperial Isny im Allgäu,pe atunci în Bavaria, la invitația reformatorului și ebraistului Paul Fagius, care l-a rugat să supravegheze  tiparnița ebraică de care dispunea.  
A trăit acolo 2 ani, între 1540-1542, vreme în care  a scris cartea „Tishbi” (Isny 1541), un dicționar conținând 712 cuvinte din Talmud și Midrash, cu explicații în germană și o traducere latină de Fagius, apoi „Sefer Meturggeman” cu explicațiile tutoror cuvintelor aramaice din Targum și cartea „Shmot Dvarim”,(Isny, 1542) o listă a cuvintelor ebraice tehnice, de asemenea o noua ediție a cărții „Sefer Habahur”. 
Revenit la Veneția, a mai lucrat la editarea mai multor cărți, între care „Mihlol” de David Kimhi, însoțit de note proprii.
Eliya Levita a murit la 80 ani în anul 1549 la Veneția.

## Descendenți
Se pare că doi din nepoții săi s-au creștinat, însă nu în timpul vieții sale: unul a devenit Vittorio Eliano, care a ajuns cenzor catolic, iar altul , la origine tot Eliyahu, și-a schimbat numele în Giovanni Salomo Romano Eliano Baptista, a fost iezuit și a combătut iudaismul, denunțând Talmudul, împreună cu alți doi evrei creștinați, în fața papei Iuliu al II-lea.

## Scrieri
- Massoret Hamassorá - examen critic al textului biblic (Veneția, 1538)
- Comentariu asupra gramaticii ebraice a lui Moshe Kimhi din secolul al XII-lea (1508) tradus în latină de Sebastian Münster
- Explicarea cuvintelor neregulate din textul sacru (1516) tradus în latină de Sebastian Münster
- Capitolele lui Eliyahu, sau Tratat al literelor servile (1529) tradus în latină de Sebastian Münster